# Strobilanthes equitans
Strobilanthes equitans är en akantusväxtart som beskrevs av Hector Léveillé.
Strobilanthes equitans ingår i släktet Strobilanthes och familjen akantusväxter. Inga underarter finns listade i Catalogue of Life.